# Hellighøje
Hellighøje är ett antal gravhögar i Ålborgs kommun i Danmark. De ligger i Region Nordjylland, i den norra delen av landet, 210 km nordväst om Köpenhamn. Hellighøje ligger på ön Vendsyssel-Thy.